# Bahnhof Fuchū (Tokio)
Der Bahnhof Fuchū (jap. 府中駅, Fuchū-eki) ist ein Bahnhof auf der japanischen Insel Honshū. Er wird von der Bahngesellschaft Keiō Dentetsu betrieben und befindet sich in der Präfektur Tokio auf dem Gebiet der Stadt Fuchū.

## Verbindungen
Fuchū ist ein bedeutender Durchgangsbahnhof an der Keiō-Linie von Shinjuku nach Keiō-Hachiōji, die von der Bahngesellschaft Keiō Dentetsu betrieben wird. Hier halten sämtliche Schnell-, Eil- und Nahverkehrszüge. Diese verkehren in westlicher Richtung nach Keiō-Hachiōji und Takaosanguchi, in östlicher Richtung verkehren sie nach Shinjuku oder werden dort zur Toei Shinjuku-Linie durchgebunden. Tagsüber werden stündlich bis zu zwölf Züge angeboten, während der morgendlichen Hauptverkehrszeit sogar 15. Der in den Bahnhof integrierte Busterminal umfasst sieben Bussteige. Diese werden von zwei Dutzend Buslinien der Gesellschaften Keiō Dentetsu Bus, Keiō Bus Chūō, Keiō Bus Higashi, Chūbus und Airport Transport Service bedient.

## Anlage
Der dreigeschossige Bahnhof steht an der Grenze der zentralen Stadtteile Fuchūchō (im Norden) und Miyamachi (im Süden) auf einem Viadukt. Die Anlage ist von Osten nach Westen ausgerichtet und besitzt auf der obersten Ebene vier Gleise, die an zwei vollständig überdachten Mittelbahnsteigen liegen. Treppen, Aufzüge und Rolltreppen stellen die Verbindung zu den zwei darunter liegenden Ebenen her. Die mittlere dient als Verteilerebene und enthält Läden, Kundeneinrichtungen sowie die Bahnsteigsperren. Sie ist mit der erhöhten Fußgängerpassage Skynard (スカイナード) verbunden, die zu den umliegenden Gebäuden im dicht bebauten Geschäftszentrum von Fuchū führt. Dazu gehören Warenhäuser, das Kulturzentrum Fuchu Green Plaza und eine Pachinko-Spielhalle. Zuunterst auf der Straßenebene sind der Busbahnhof und die Taxistände zu finden, einen eigentlichen Bahnhofsvorplatz gibt es nicht. An die Nordseite des Bahnhofs angebaut ist das Einkaufszentrum Purarito Keiō Fuchū (früher Keiō Fuchū Shopping Center genannt) mit zehn Stockwerken.
Im Fiskaljahr 2018 nutzten durchschnittlich 90.316 Fahrgäste täglich den Bahnhof.

## Bilder

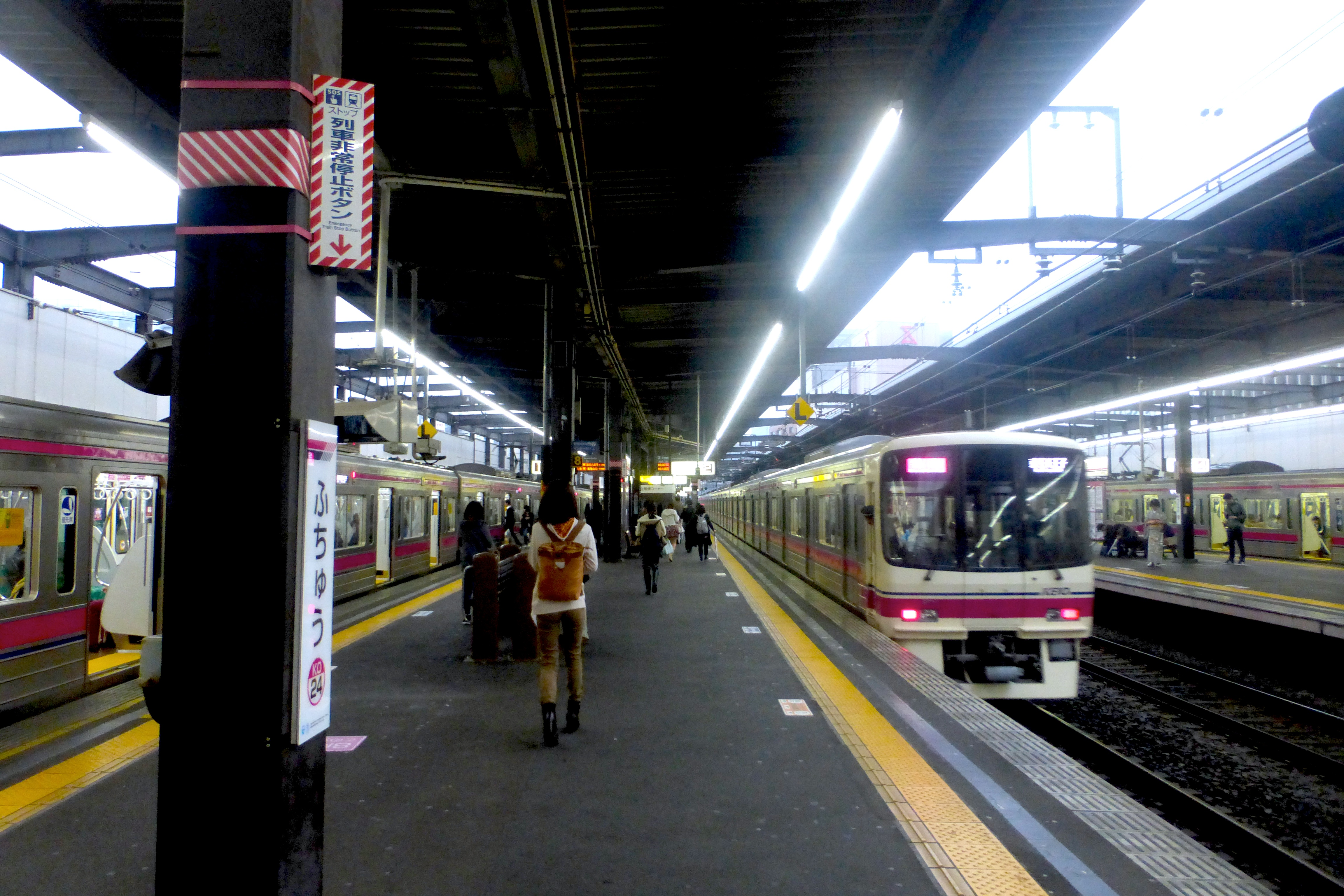
Blick auf die Bahnsteige
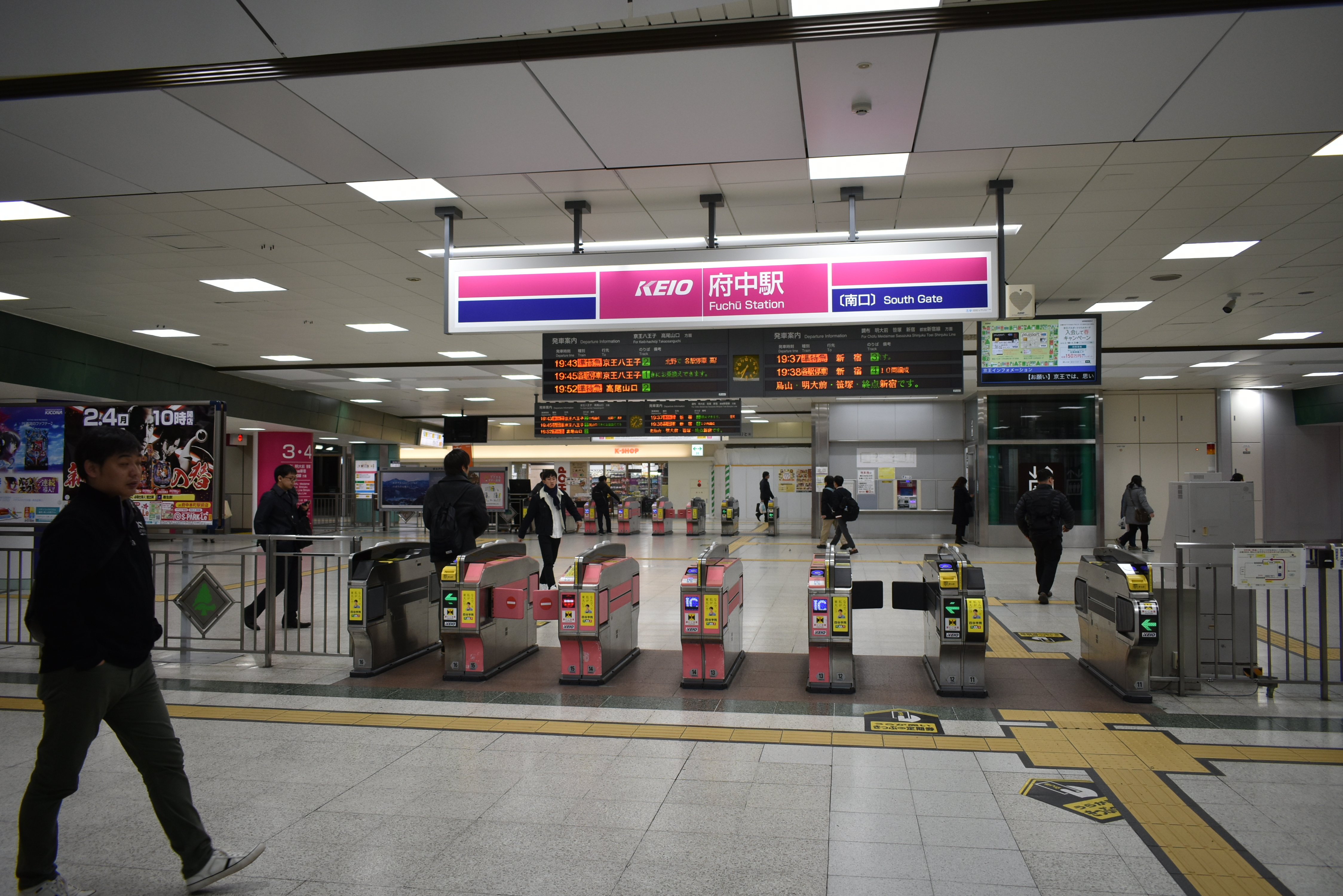
Bahnsteigsperren
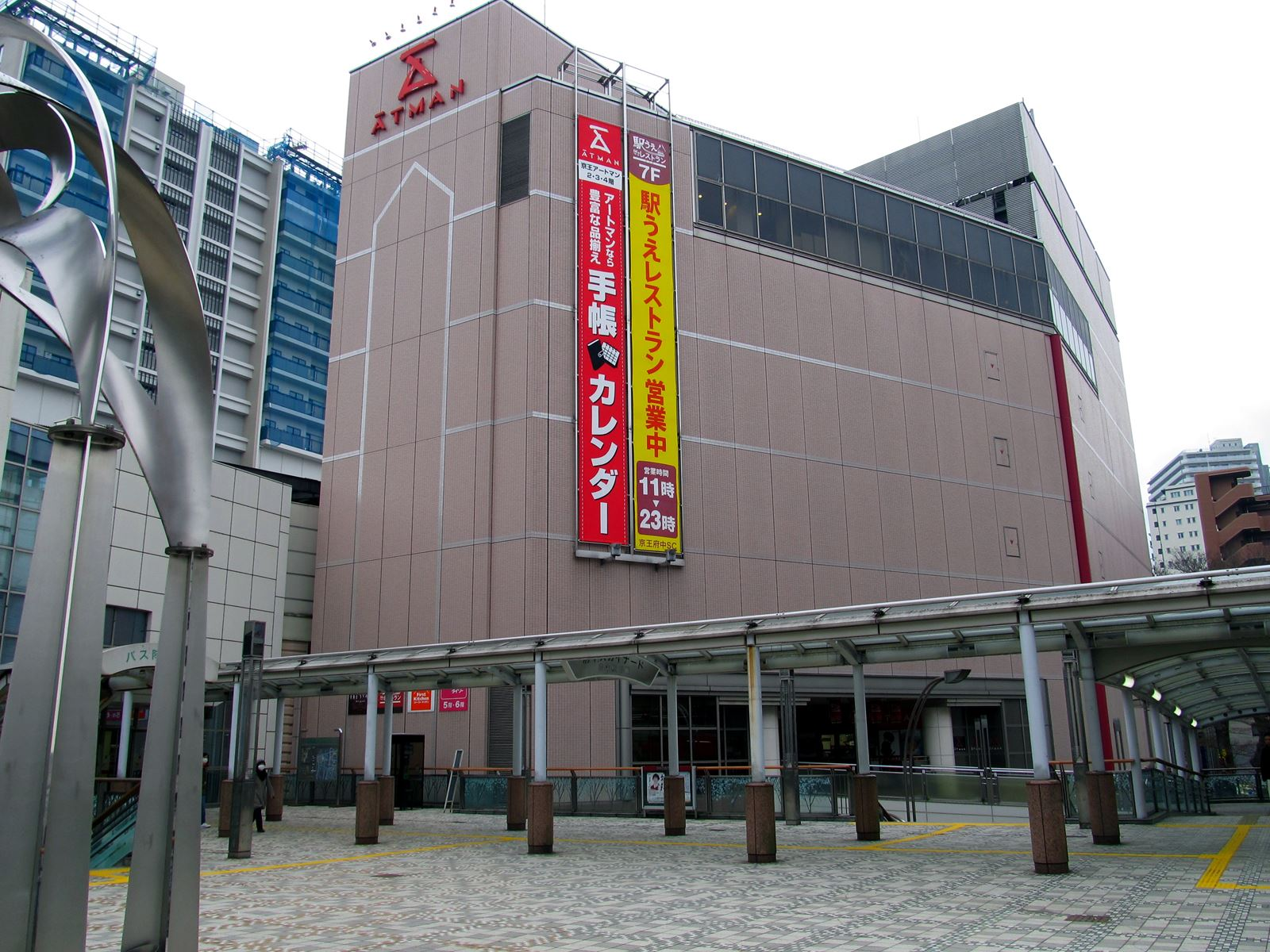
Einkaufszentrum

## Gleise
| 1/2 | ▉ Keiō-Linie | Takahatafudō • Keiō-Hachiōji • Takaosanguchi |
| 3/4 | ▉ Keiō-Linie | Chōfu • Sasazuka • Shinjuku                  |

## Linien
| Verlauf der Keiō-Linie |
| --- |
| Shinjuku • Hatsudai • Hatagaya • Sasazuka • Daitabashi • Meidaimae • Shimo-Takaido • Sakurajōsui • Kami-Kitazawa • Hachimanyama • Roka-kōen • Chitose-Karasuyama • Sengawa • Tsutsujigaoka • Shibasaki • Kokuryō • Fuda • Chōfu • Nishi-Chōfu • Tobitakyū • Musashinodai • Tama-Reien • Higashi-Fuchū • Fuchū • Bubaigawara • Nakagawara • Seiseki-Sakuragaoka • Mogusaen • Takahatafudō • Minamidaira • Hirayamajōshi-kōen • Naganuma • Kitano • Keiō-Hachiōji |

## Geschichte
Die Keiō Denki Kidō (Vorgängerin der Keiō Dentetsu) eröffnete am 31. Oktober 1916 ein Teilstück der Keiō-Linie zwischen Tobitakyū und Fuchū. Fast neun Jahre lang bildete der Bahnhof die westliche Endstation. 1922 wurde die Tochtergesellschaft Gyokunan Tetsudō gegründet, die den Bau einer daran anschließenden Strecke nach Higashi-Hachiōji (heute Keiō-Hachiōji) in Angriff nahm. Abweichend von der Keiō-Linie entstand sie gemäß dem neu eingeführten Lokalbahngesetz in der schmaleren Kapspur (1067 mm), da der Staat dafür Fördergelder in Aussicht gestellt hatte. Die Anschlussstrecke ging am 24. März 1925 in Betrieb, die unterschiedlichen Spurweiten erforderten zwingend ein Umsteigen in Fuchū. Aufgrund einer Intervention des Eisenbahnministeriums blieben die Fördergelder jedoch aus, da die neue Strecke der in geringer Entfernung parallel verlaufenden Chūō-Hauptlinie Konkurrenz machte. Am 1. Dezember 1926 fusionierte die Gyokunan Tetsudō deshalb mit ihrer Muttergesellschaft, die daraufhin die Anschlussstrecke am 1. Juni 1927 auf die „schottische Spur“ (1372 mm) umspurte. Nach dem Fahrplanwechsel im Mai 1928 verkehrten die Züge durchgehend von Shinjuku nach Hachiōji.
Aufgrund beengter Platzverhältnisse stieß der ursprünglich ebenerdige Bahnhof allmählich an seine Kapazitätsgrenzen. 1974 wurden die Bahnsteige verlängert und die kaum noch genutzten Gütergleise entfernt, was aber nur für kurze Zeit Entlastung brachte. Deshalb beschloss die Bahngesellschaft, die Strecke im Zentrum von Fuchū auf einen 1,6 km langen Viadukt zu verlegen und den Bahnhof von zwei auf vier Durchgangsgleise zu erweitern. Außerdem konnten dadurch acht höhengleiche Bahnübergänge in der Nähe des Bahnhofs aufgehoben werden. Die Bauarbeiten begannen im Oktober 1981 und erstreckten sich wegen ihrer Komplexität über mehr als ein Jahrzehnt. Der Viadukt ging am 27. April 1991 in Betrieb, das neue Empfangsgebäude am 1. März 1993. Das benachbarte Keiō Fuchū Shopping Center öffnete seine Tore am 20. März 1996.